# Matteo Piano

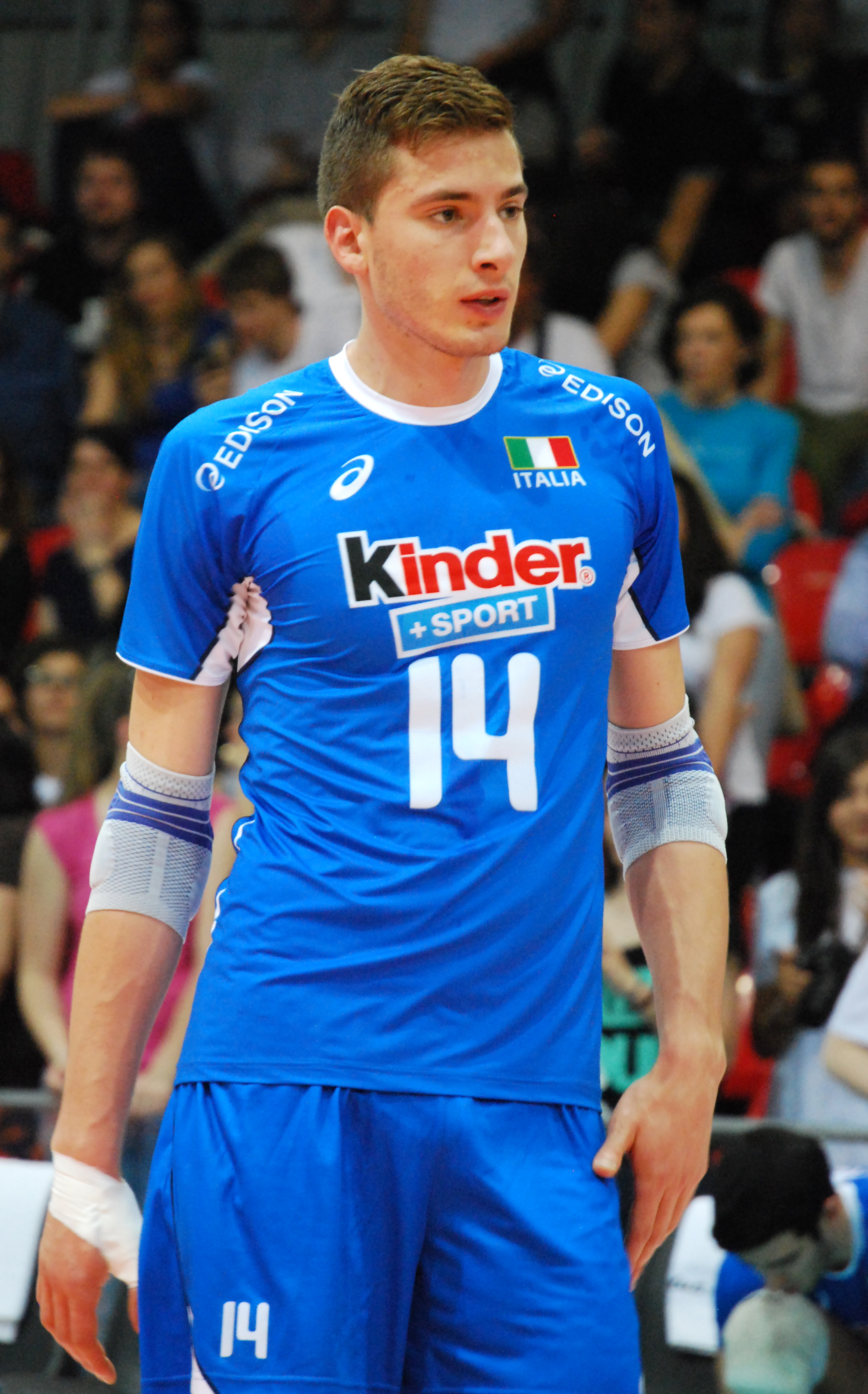
Matteo Piano reprezentantem Włoch w 2013 roku

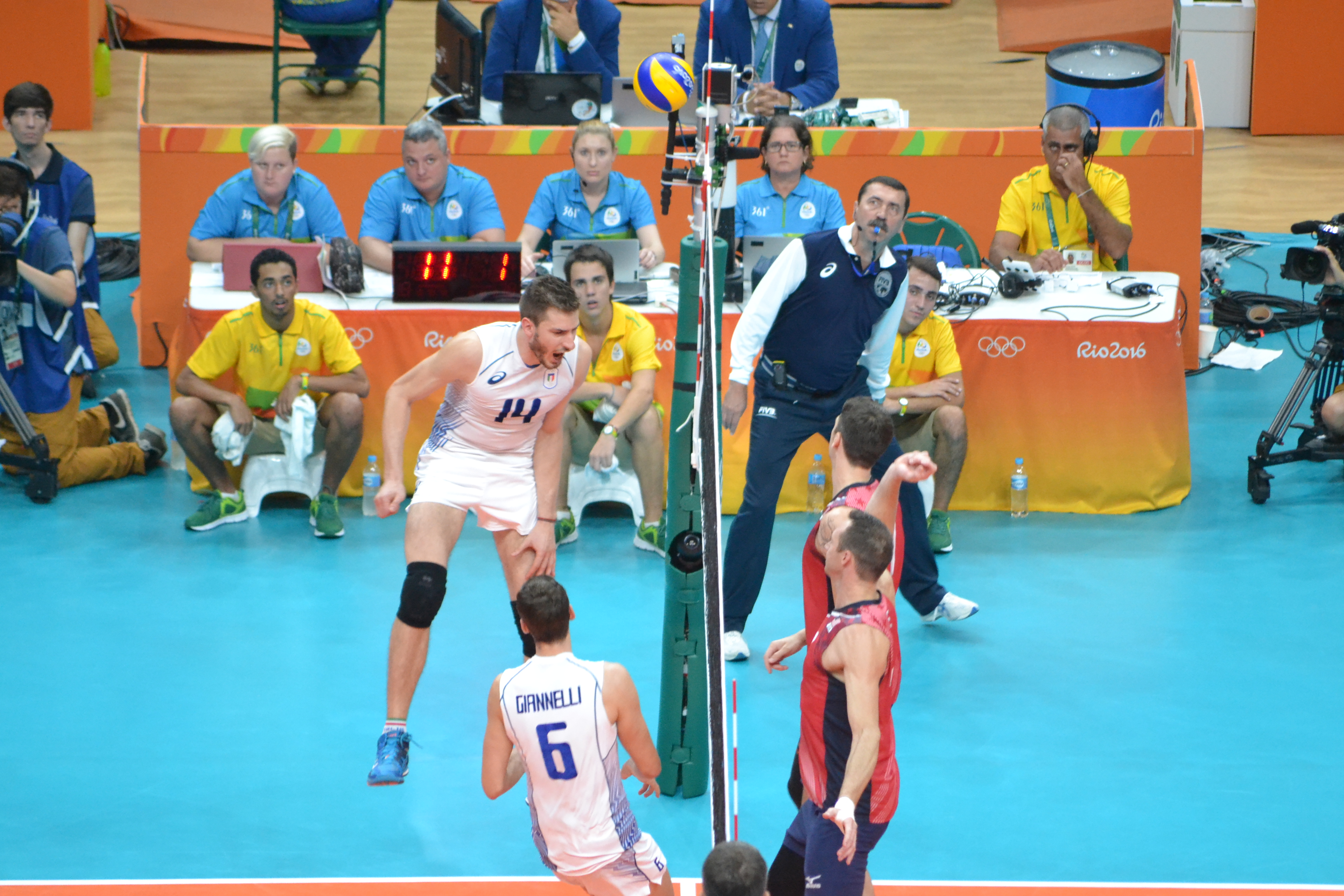
Matteo Piano (nr 14) reprezentantem Włoch na Igrzyskach Olimpijskich 2016

Matteo Piano (ur. 24 października 1990 w Asti) – włoski siatkarz, reprezentant kraju grający na pozycji środkowego. 
2 kwietnia 2025 roku w 22. kolejce Superlega (2024/2025) w barwach drużyny Allianz Milano w meczu z Valsa Group Modena rozegra ostatni mecz w swojej siatkarskiej karierze.

## Kariera klubowa
| Kariera juniorska | Kariera juniorska              | Kariera juniorska | Kariera juniorska | Kariera juniorska | Kariera juniorska | Kariera juniorska | Kariera juniorska | Kariera juniorska | Kariera juniorska | Kariera juniorska |
| ----------------- | ------------------------------ | ----------------- | ----------------- | ----------------- | ----------------- | ----------------- | ----------------- | ----------------- | ----------------- | ----------------- |
| Lata              | Klub                           |                   |                   |                   |                   |                   |                   |                   |                   |                   |
| 2006–2009         | Asti Volley                    |                   |                   |                   |                   |                   |                   |                   |                   |                   |
| Kariera seniorska |                                |                   |                   |                   |                   |                   |                   |                   |                   |                   |
| Lata              | Klub                           |                   |                   |                   |                   |                   |                   |                   |                   |                   |
| 2009–2011         | Pallavolo Piacenza             |                   |                   |                   |                   |                   |                   |                   |                   |                   |
| 2011–2014         | Gherardi SVI Città di Castello |                   |                   |                   |                   |                   |                   |                   |                   |                   |
| 2014–2017         | Modena Volley                  |                   |                   |                   |                   |                   |                   |                   |                   |                   |
| 2017–2025         | Allianz Milano                 |                   |                   |                   |                   |                   |                   |                   |                   |                   |

## Sukcesy klubowe
Superpuchar Włoch:
- 2009, 2015, 2016

Puchar Włoch:
- 2015, 2016

Mistrzostwo Włoch:
- 2016
- 2015
- 2024[2]

Puchar Challenge:
- 2021

## Sukcesy reprezentacyjne
Liga Światowa:
- 2013, 2014

Mistrzostwa Europy:
- 2013
- 2015

Puchar Wielkich Mistrzów:
- 2017
- 2013

Puchar Świata:
- 2015

Igrzyska Olimpijskie:
- 2016

## Nagrody indywidualne
- 2017: Najlepszy środkowy Pucharu Wielkich Mistrzów